# Pirenópolis
Pirenópolis là một đô thị thuộc bang Goiás, Brasil. Đô thị này có diện tích 2227,793 km², dân số năm 2007 là 21240 người, mật độ 9,5 người/km².